# Paulina Grassl
Paulina Grassl (ur. 11 maja 1994) – szwedzka narciarka alpejska, srebrna medalistka mistrzostw świata juniorów.

## Kariera
Po raz pierwszy na arenie międzynarodowej Paulina Grassl pojawiła się 5 grudnia 2009 roku w Funäsdalen, gdzie w zawodach FIS Race zajęła ósme miejsce w gigancie. W 2010 roku wystartowała na mistrzostwach świata juniorów w Mont Blanc, zajmując czternaste miejsce w slalomie. Jeszcze czterokrotnie startowała na imprezach tego cyklu, największy sukces osiągając podczas mistrzostw świata juniorów w Roccaraso w 2012 roku, gdzie zdobyła srebrny medal w tej samej konkurencji. W zawodach tych rozdzieliła na podium Austriaczkę Stephanie Brunner oraz Słowaczkę Petrę Vlhovą.
W zawodach Pucharu Świata zadebiutowała 27 stycznia 2013 roku w Mariborze, gdzie nie ukończyła pierwszego przejazdu w slalomie. Mimo kilkukrotnych starów nigdy nie zdobyła punktów w zawodach tego cyklu. Startuje głównie w Pucharze Europy, najlepsze wyniki osiągnęła w sezonie 2012/2013, kiedy zajęła 23. miejsce w klasyfikacji generalnej. Nie brała udziału w mistrzostwach świata ani igrzyskach olimpijskich.

## Osiągnięcia

### Mistrzostwa świata juniorów
| Miejsce | Dzień     | Rok  | Miejscowość       | Konkurencja | Czas biegu  | Strata  | Zwyciężczyni         |
| ------- | --------- | ---- | ----------------- | ----------- | ----------- | ------- | -------------------- |
| 2.      | 1 lutego  | 2010 | Region Mont Blanc | Slalom      | 1:34,47 min | +3,92 s | Christina Geiger     |
| DNS     | 5 lutego  | 2010 | Region Mont Blanc | Gigant      | 1:38,34 min | -       | Mona Løseth          |
| 2.      | 1 marca   | 2012 | Roccaraso         | Slalom      | 1:42,69 min | +1,12 s | Stephanie Brunner    |
| 26.     | 3 marca   | 2012 | Roccaraso         | Gigant      | 2:45,02 min | +4,01 s | Ragnhild Mowinckel   |
| DNF     | 5 marca   | 2012 | Roccaraso         | Supergigant | 1:06,99 min | -       | Annie Winquist       |
| 12.     | 21 lutego | 2013 | Québec            | Slalom      | 1:52,10 min | +3,86 s | Magdalena Fjällström |
| 36.     | 22 lutego | 2013 | Québec            | Gigant      | 2:22,23 min | +5,40 s | Lisa-Maria Zeller    |
| DNF1    | 27 lutego | 2014 | Jasná             | Gigant      | 1:52,86 min | -       | Marta Bassino        |
| DNF2    | 28 lutego | 2014 | Jasná             | Slalom      | 1:36,09 min | -       | Petra Vlhová         |
| DNF1    | 9 marca   | 2015 | Hafjell           | Slalom      | 1:43,54 min | -       | Paula Moltzan        |

### Puchar Świata

#### Miejsca w klasyfikacji generalnej
- sezon 2012/2013: -
- sezon 2013/2014: -

#### Miejsca na podium w zawodach
Grassl nie stawała na podium zawodów PŚ.